# Raza Jaffrey
Raza Jaffrey (* 28. Mai 1975 in Liverpool, England) ist ein britisch-indischer Schauspieler.

## Leben und Karriere
Jaffrey tritt in Film und Fernsehen in Erscheinung, nachdem er zuvor bereits erfolgreich Theater spielte. Bekanntheit erlangte er vor allem durch seine Rolle in der Fernsehserie Spooks – Im Visier des MI5. Im Kino war er unter anderem in Tödliche Versprechen – Eastern Promises und Sex and the City 2 zu sehen. 2014 übernahm er in der preisgekrönten US-Serie Homeland die Rolle des Aasar Khan. In der ersten Staffel der Krankenhausserie Code Black war er als Arzt zu sehen. In Elementary gab er vier Folgen lang den Freund von Dr. Joan Watson (Lucy Liu). 2019 spielte er einen FBI-Agenten in der Serie The Enemy Within neben Jennifer Carpenter und Morris Chestnut.
Von 2007 bis 2009 war er mit seiner Schauspielkollegin Miranda Raison verheiratet. Seit 2013 ist er mit der Schauspielerin Lara Pulver liiert. Im Februar 2017 wurden sie Eltern eines Sohnes, nachdem sie im Dezember 2014 heirateten.

## Filmografie (Auswahl)

### Film
- 2004: Dirty War
- 2006: Infinite Justice
- 2007: Tödliche Versprechen – Eastern Promises (Eastern Promises)
- 2009: Harry Brown
- 2010: Sex and the City 2
- 2016: The Rendezvous
- 2020: The Rhythm Section – Zeit der Rache (The Rhythm Section)
- 2021: Sweet Girl

### Fernsehen
- 1999: EastEnders (Dailysoap)
- 2004–2007: Spooks – Im Visier des MI5 (23 Episoden)
- 2008–2009: Mistresses (12 Episoden)
- 2011: The Cape (eine Episode)
- 2012: Smash (Fernsehserie, 15 Episoden)
- 2014: Death in Paradise (eine Episode)
- 2014: Once Upon a Time in Wonderland (3 Episoden)
- 2014: Law & Order: Special Victims Unit (eine Episode)
- 2014–2015: Elementary (4 Episoden)
- 2014: Homeland (7 Episoden)
- 2015–2016: Code Black (18 Episoden)
- 2017: Abenteuer mit Finn und Jake (Adventure Time with Finn & Jake, Fernsehserie, Episode 9x20, Stimme)
- 2018–2019: Lost in Space – Verschollen zwischen fremden Welten (Lost in Space, 13 Episoden)
- 2019: The Enemy Within (13 Episoden)